# Podocarp
Els podocarps (Podocarpus) formen un gènere de coníferes de la família Podocarpaceae. El nom del gènere deriva el grec podos, que significa "peu", i karpos, que significa "fruit".
Les seves espècies són arbusts de fulles persistents o arbres d'1-25 m (rarament 40 m) d'alçada. Moltes espècies són dioiques.
Podocarpus i les podocarpàcies eren endèmiques de l'antic supercontinent de Gondwana, que es va fragmentar donant lloc a Àfrica, Amèrica del Sud, l'Índia, Austràlia, Nova Guinea, Nova Zelanda i Nova Caledònia i l'Antàrtida.

## Taxonomia

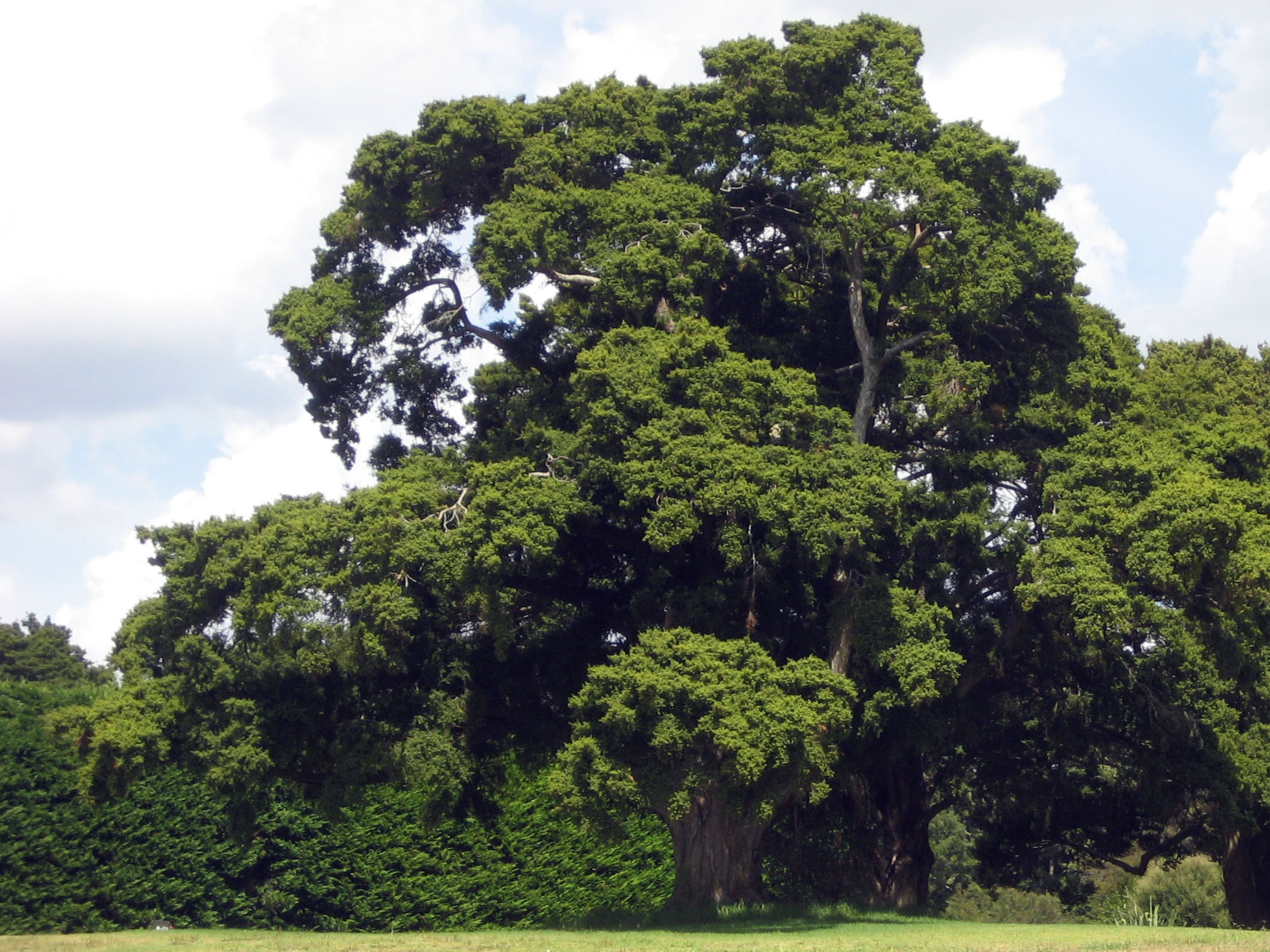
P. totara

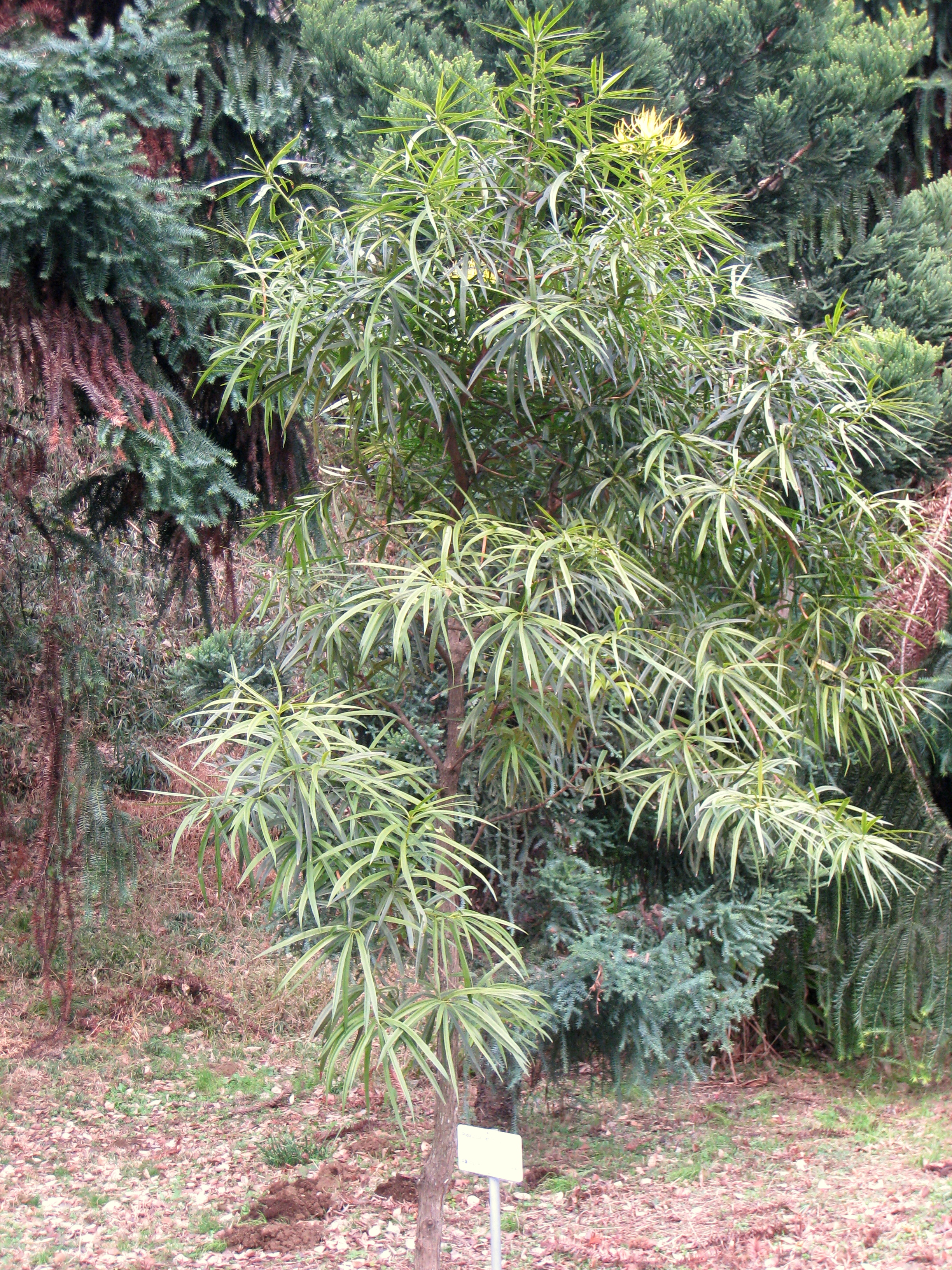
P. neriifolius

Hi ha dos subgèneres Podocarpus i Foliolatus
- Subgènere Podocarpus
  - secció Podocarpus (est i sud d'Àfrica)
    - Podocarpus elongatus
    - Podocarpus latifolius
    - Podocarpus falcatus

  - secció Scytopodium (Madagascar)
    - Podocarpus capuronii
    - Podocarpus henkelii
    - Podocarpus humbertii
    - Podocarpus madagascariensis
    - Podocarpus rostratus

  - secció Australis (sud-est d'Austràlia, Nova Zelanda, Nova Caledònia, sud de Xile) 
    - Podocarpus alpinus
    - Podocarpus cunninghamii
    - Podocarpus gnidioides
    - Podocarpus lawrencei
    - Podocarpus nivalis
    - Podocarpus nubigenus
    - Podocarpus totara

  - secció Crassiformis (nord-est de Queensland)
    - Podocarpus smithii

  - secció Capitulatis (Xile central, sud de Brasil, els Andes del nord de l'Argentina a Equador)
    - Podocarpus glomeratus
    - Podocarpus lambertii
    - Podocarpus parlatorei
    - Podocarpus salignus
    - Podocarpus sellowii
    - Podocarpus sprucei
    - Podocarpus transiens

  - secció Pratensis (sud de Mèxic a Guiana i Perú)
    - Podocarpus oleifolius
    - Podocarpus pendulifolius
    - Podocarpus tepuiensis

  - secció Lanceolatis (sud de Mèxic, Puerto Rico, Petites Antilles, Veneçuela a l'altiplà de Bolívia)
    - Podocarpus coriaceus
    - Podocarpus matudai
    - Podocarpus rusbyi
    - Podocarpus salicifolius
    - Podocarpus steyermarkii

  - secció Pumilis (illes del Carib sud i altiplans de Guiana)
    - Podocarpus angustifolius
    - Podocarpus aristulatus
    - Podocarpus buchholzii
    - Podocarpus roraimae
    - Podocarpus urbanii

  - secció Nemoralis (nord i centre d'Amèrica del sud fins a Bolívia)
    - Podocarpus brasiliensis
    - Podocarpus celatus
    - Podocarpus guatemalensis
    - Podocarpus magnifolius
    - Podocarpus purdieanus
    - Podocarpus trinitensis

- Subgènere Foliolatus
  - secció Foliolatus (de Nepal a Sumatra, Filipines, i Nova Guinea a Tonga)
    - Podocarpus archboldii
    - Podocarpus beecherae
    - Podocarpus borneensis
    - Podocarpus deflexus
    - Podocarpus insularis
    - Podocarpus levis
    - Podocarpus neriifolius
    - Podocarpus novae-caledoniae
    - Podocarpus pallidus
    - Podocarpus rubens
    - Podocarpus spathoides

  - secció Acuminatus (nord de Queensland, Nova Guinea, Nova Bretanya, Borneo)
    - Podocarpus dispermus
    - Podocarpus ledermannii
    - Podocarpus micropedunculatis

  - secció Globulus (Taiwan a Vietnam, Sumatra i Borneo, i Nova Caledònia)
    - Podocarpus annamiensis
    - Podocarpus globulus
    - Podocarpus lucienii
    - Podocarpus nakai
    - Podocarpus sylvestris
    - Podocarpus teysmannii

  - secció Longifoliolatus (Sumatra i Borneo, Est fins a Fiji)
    - Podocarpus atjehensis
    - Podocarpus bracteatus
    - Podocarpus confertus
    - Podocarpus decumbens
    - Podocarpus degeneri
    - Podocarpus gibbsii
    - Podocarpus longifoliolatus
    - Podocarpus polyspermus
    - Podocarpus pseudobracteatus
    - Podocarpus salomoniensis

  - secció Gracilis (sud de la Xina, a través de Malèsia a Fiji)
    - Podocarpus affinis
    - Podocarpus glaucus
    - Podocarpus lophatus
    - Podocarpus pilgeri
    - Podocarpus rotundus

  - secció Macrostachyus (Sud-est d'Àsia a Nova Guinea)
    - Podocarpus brassii
    - Podocarpus brevifolius
    - Podocarpus costalis
    - Podocarpus crassigemmis
    - Podocarpus tixieri

  - secció Rumphius (Hainan, al nord de Queensland)
    - Podocarpus grayii
    - Podocarpus laubenfelsii
    - Podocarpus rumphii

  - secció Polystachyus (sud de la Xina i Japó, fins nord-est d'Austràlia)
    - Podocarpus chinensis
    - Podocarpus chingianus
    - Podocarpus elatus
    - Podocarpus fasciculus
    - Podocarpus macrocarpus
    - Podocarpus macrophyllus
    - Podocarpus polystachyus
    - Podocarpus ridleyi
    - Podocarpus subtropicalis

  - secció Spinulosus (Costes sud-est i sud-oest d'Austràlia)
    - Podocarpus drouynianus
    - Podocarpus spinulosus